# 士兵塔
士兵塔（Soldiers' Tower）是多伦多大学的一座钟楼，纪念在两次世界大战的战场上失去生命的校友。塔楼由建筑师亨利·斯普罗特和欧内斯特·罗斯·罗尔夫设计，为哥特复兴式建筑，高43.6米，内有由51座鈡组成的钟琴，在国殇纪念日和毕业典礼等特定的日期进行演奏。。多伦多大学是加拿大唯一一所演奏钟琴的大学。

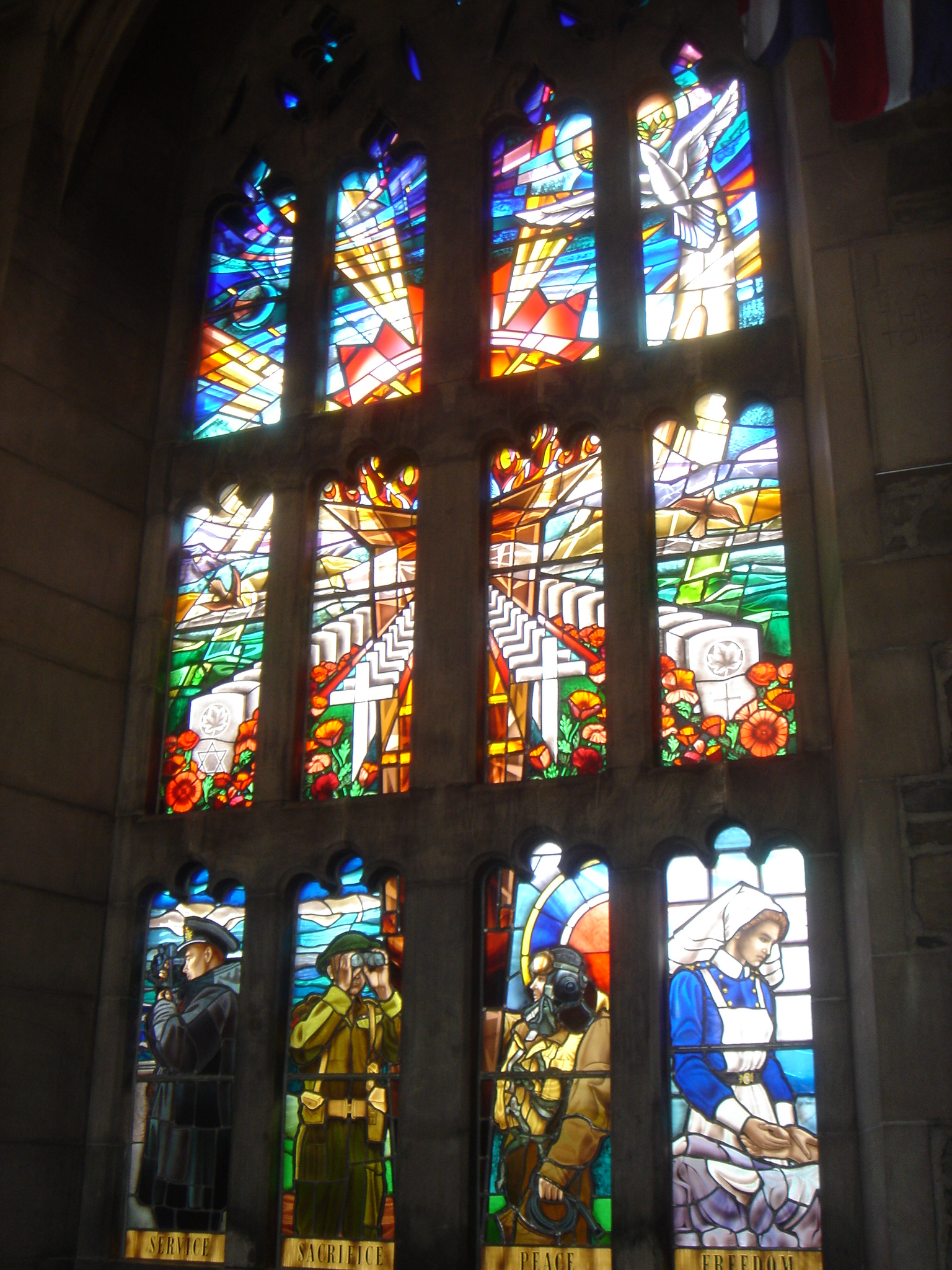
花窗玻璃

士兵塔中的，